# 1996 a filmművészetben

## Események
- január – a 100. évét ünneplő mozi fővárosában, Hollywoodban az egekbe szöktek a sztárgázsik. Harrison Ford 20 millió dollárt kap Az elnök különgépe főszerepéért.
- március – Arnold Schwarzenegger 25 millió dollárt kap a Batman és Robin egyik szerepéért.
- szeptember – A Velencei Nemzetközi Filmfesztiválon a zsűri egy  négyéves kislánynak ítéli a legjobb női főszerepért járó díjat. Kitör a botrány.
- október 26-29. – A mozi századik évfordulójának ünnepségsorozata keretében első ízben rendezték meg Budapesten a Magyar Filmesek Világtalálkozóját.

## Sikerfilmek
| #  | cím                             | stúdió      | összbevétel  | észak-amerikai bevétel | gyártási költség |
| -- | ------------------------------- | ----------- | ------------ | ---------------------- | ---------------- |
| 1  | A függetlenség napja            | Fox         | $817 400 891 | $306 169 268           | $75 000          |
| 2  | Twister                         | Warner      | $494 471 524 | $241 721 524           | $92 000          |
| 3  | Mission: Impossible             | Paramount   | $457 696 359 | $180 981 856           | $80 000          |
| 4  | A szikla                        | Buena Vista | $335 062 621 | $134 069 511           | $75 000          |
| 5  | A Notre Dame-i toronyőr         | Buena Vista | $325 338 851 | $100 138 851           | $100 000         |
| 6  | 101 kiskutya                    | Buena Vista | $320 689 294 | $136 189 294           | nincs adat       |
| 7  | Váltságdíj                      | Buena Vista | $309 492 681 | $136 492 681           | $80 000          |
| 8  | Bölcsek kövére                  | Universal   | $273 961 019 | $128 814 019           | $54 000          |
| 9  | Jerry Maguire – A nagy hátraarc | Sony        | $273 552 592 | $153 952 592           | $50 000          |
| 10 | Végképp eltörölni               | Warner      | $242 295 562 | $101 295 562           | $100 000         |

## Filmbemutatók

### Magyar filmek
| Cím                          | Rendező                                  |
| ---------------------------- | ---------------------------------------- |
| Bolse vita                   | Fekete Ibolya                            |
| Csajok                       | Szabó Ildikó                             |
| Érzékek iskolája             | Sólyom András                            |
| Haggyállógva, Vászka         | Gothár Péter                             |
| A három testőr Afrikában     | Bujtor István                            |
| A hetedik testvér            | Hernádi Tibor és Koltai Jenő             |
| Honfoglalás                  | Koltay Gábor                             |
| Levelek Perzsiából           | Rambod Lotfi                             |
| Mondani a mondhatatlant      | Elek Judit                               |
| Punta grande                 | Altorjay Gábor                           |
| A rossz orvos                | Molnár György                            |
| Szamba                       | Koltai Róbert                            |
| Szeressük egymást, gyerekek! | Jancsó Miklós, Makk Károly és Sándor Pál |
| Sztracsatella                | Kern András                              |
| A vád                        | Sára Sándor                              |
| Retúr                        | Palásthy György                          |

### Észak-amerikai, országos bemutatók
január – december

| Magyar cím                                           | Eredeti cím                                                              | Rendező                          | Stúdió / Forgalmazó | [ 6 ] |
| ---------------------------------------------------- | ------------------------------------------------------------------------ | -------------------------------- | ------------------- | ----- |
| 101 kiskutya                                         | 101 Dalmatians                                                           | Stephen Herek                    | Buena Vista         |       |
| 2 nap a völgyben                                     | 2 Days in the Valley                                                     | John Herzfeld                    | Metro-Goldwyn-Mayer |       |
| Alaszka                                              | Alaska                                                                   | Fraser Clarke Heston             | Sony / Columbia     |       |
| Alkonyattól pirkadatig                               | From Dusk Till Dawn                                                      | Robert Rodríguez                 | Miramax Films       |       |
| Álnokok és elnökök                                   | My Fellow Americans                                                      | Peter Segal                      | Warner Bros.        |       |
| Ámokfutam                                            | Fled                                                                     | Kevin Hooks                      | Metro-Goldwyn-Mayer |       |
| Az angol beteg                                       | The English Patient                                                      | Anthony Minghella                | Miramax Films       |       |
| Anya                                                 | Mother                                                                   | Albert Brooks                    | Paramount Pictures  |       |
| Az árnyékfeleség                                     | Mrs. Winterbourne                                                        | Richard Benjamin                 | Sony / Columbia     |       |
| Balhé Bronxban                                       | Hung fan kui                                                             | Stanley Tong                     | New Line Cinema     |       |
| Barb Wire – Bosszúálló angyal                        | Barb Wire                                                                | David Hogan                      | Gramercy Pictures   |       |
| A bátrak igazsága                                    | Courage Under Fire                                                       | Edward Zwick                     | 20th Century Fox    |       |
| Beavis és Butt-Head lenyomja Amerikát                | Beavis and Butt-Head Do America                                          | Mike Judge és Yvette Kaplan      | Paramount Pictures  |       |
| Bilko főtörzs                                        | Sgt. Bilko                                                               | Jonathan Lynn                    | Universal Pictures  |       |
| Bogaras Joe                                          | Joe's Apartment                                                          | John Payson                      | Warner Bros.        |       |
| Bölcsek kövére                                       | The Nutty Professor                                                      | Tom Shadyac                      | Universal Pictures  |       |
| A Brady család 2.                                    | A Very Brady Sequel                                                      | Arlene Sanford                   | Paramount Pictures  |       |
| Bűvölet                                              | The Craft                                                                | Andrew Fleming                   | Sony / Columbia     |       |
| A csendestárs                                        | The Associate                                                            | Donald Petrie                    | Buena Vista         |       |
| A csodabogár                                         | Phenomenon                                                               | Jon Turteltaub                   | Buena Vista         |       |
| Csont nélkül                                         | Celtic Pride                                                             | Tom DeCerchio                    | Buena Vista         |       |
| Daylight – Alagút a halálba                          | Daylight                                                                 | Rob Cohen                        | Universal Pictures  |       |
| Drágám, add az életed!                               | Spy Hard                                                                 | Rick Friedberg                   | Buena Vista         |       |
| Dr. Moreau szigete                                   | The Island of Dr. Moreau                                                 | John Frankenheimer               | New Line Cinema     |       |
| Eddie                                                | Eddie                                                                    | Steve Rash                       | Buena Vista         |       |
| Ed – Madarat tolláról                                | Ed                                                                       | Bill Couturié                    | Universal Pictures  |       |
| Égimeszelés                                          | Sunset Park                                                              | Steve Gomer                      | Sony / Columbia     |       |
| Égiposta                                             | Dear God                                                                 | Garry Marshall                   | Paramount Pictures  |       |
| Az elhagyott bolygó                                  | Screamers                                                                | Christian Duguay                 | Sony / Columbia     |       |
| Elnökcsemete                                         | First Kid                                                                | David M. Evans                   | Buena Vista         |       |
| Elvált nők klubja                                    | The First Wives Club                                                     | Hugh Wilson                      | Paramount Pictures  |       |
| Emma                                                 | Emma                                                                     | Douglas McGrath                  | Miramax Films       |       |
| Az esküdt                                            | The Juror                                                                | Brian Gibson                     | Sony / Columbia     |       |
| Esthajnalcsillag                                     | The Evening Star                                                         | Robert Harling                   | Paramount Pictures  |       |
| Evita                                                | Evita                                                                    | Alan Parker                      | Buena Vista         |       |
| A Fantom                                             | The Phantom                                                              | Simon Wincer                     | Paramount Pictures  |       |
| Fargo                                                | Fargo                                                                    | Joel Coen                        | Gramercy Pictures   |       |
| Fejjel a falnak                                      | Tin Cup                                                                  | Ron Shelton                      | Warner Bros.        |       |
| Fekete bárány                                        | Black Sheep                                                              | Penelope Spheeris                | Paramount Pictures  |       |
| Féktelen Minnesota                                   | Feeling Minnesota                                                        | Steven Baigelman                 | New Line Cinema     |       |
| Felejthetetlen                                       | Unforgettable                                                            | John Dahl                        | New Line Cinema     |       |
| A félelmek iskolája                                  | The Substitute                                                           | Robert Mandel                    | Orion Pictures      |       |
| Feleségemnek, 37. születésnapjára                    | To Gillian on Her 37th Birthday                                          | Michael Pressman                 | Sony / Columbia     |       |
| Flipper                                              | Flipper                                                                  | Alan Shapiro                     | Universal Pictures  |       |
| A függetlenség napja                                 | Independence Day                                                         | Roland Emmerich                  | 20th Century Fox    |       |
| A fűnyíró ember 2.: Jobe háborúja                    | Lawnmower Man 2: Beyond Cyberspace                                       | Farhad Mann                      | New Line Cinema     |       |
| Galaktikus támadás                                   | The Arrival                                                              | David Twohy                      | Orion Pictures      |       |
| A gazdagság ára                                      | The Rich Man's Wife                                                      | Amy Holden Jones                 | Buena Vista         |       |
| Girl 6 – A hatodik hang                              | Girl 6                                                                   | Spike Lee                        | Fox Searchlight     |       |
| Golyóálló                                            | Bulletproof                                                              | Ernest R. Dickerson              | Universal Pictures  |       |
| A gonosz csábítása                                   | Mary Reilly                                                              | Stephen Frears                   | Sony / Columbia     |       |
| Gyagyás család                                       | Flirting with Disaster                                                   | David O. Russell                 | Miramax Films       |       |
| A gyanú árnyéka                                      | Before and After                                                         | Barbet Schroeder                 | Buena Vista         |       |
| Gyönyörű lányok                                      | Beautiful Girls                                                          | Ted Demme                        | Miramax Films       |       |
| Hajszál híján szeretem                               | A Thin Line Between Love and Hate                                        | Martin Lawrence                  | New Line Cinema     |       |
| Halálos terápia                                      | Extreme Measures                                                         | Michael Apted                    | Sony / Columbia     |       |
| Ha megy a busz                                       | Get on the Bus                                                           | Spike Lee                        | Sony / Columbia     |       |
| Ha ölni kell                                         | A Time to Kill                                                           | Joel Schumacher                  | Warner Bros.        |       |
| Happy, a flúgos golfos                               | Happy Gilmore                                                            | Dennis Dugan                     | Universal Pictures  |       |
| Harriet, a kém                                       | Harriet the Spy                                                          | Bronwen Hughes                   | Paramount Pictures  |       |
| Hatalmas aranyos                                     | Larger Than Life                                                         | Howard Franklin                  | Metro-Goldwyn-Mayer |       |
| Hellraiser 4.: Vérvonal                              | Hellraiser 4: Bloodline                                                  | Kevin Yagher                     | Miramax Films       |       |
| A hírek szerelmesei                                  | Up Close & Personal                                                      | Jon Avnet                        | Buena Vista         |       |
| A holló 2. – Az angyalok városa                      | The Crow: City of Angels                                                 | Tim Pope                         | Miramax Films       |       |
| Hull a pelyhes                                       | Jingle All the Way                                                       | Brian Levant                     | 20th Century Fox    |       |
| A hűtlenség ára                                      | Faithful                                                                 | Paul Mazursky                    | New Line Cinema     |       |
| Idegroncs-derbi                                      | Carpool                                                                  | Arthur Hiller                    | Warner Bros.        |       |
| Jack                                                 | Jack                                                                     | Francis Ford Coppola             | Buena Vista         |       |
| James és az óriásbarack                              | James and the Giant Peach                                                | Henry Selick                     | Buena Vista         |       |
| Jerry Maguire – A nagy hátraarc                      | Jerry Maguire                                                            | Cameron Crowe                    | Sony / Columbia     |       |
| Julie DeMarco                                        | The Pallbearer                                                           | Matt Reeves                      | Miramax Films       |       |
| A kábelbarát                                         | The Cable Guy                                                            | Ben Stiller                      | Sony / Columbia     |       |
| A kalandor                                           | The Quest                                                                | Jean-Claude Van Damme            | Universal Pictures  |       |
| Kazaam, a szellem                                    | Kazaam                                                                   | Paul Michael Glaser              | Buena Vista         |       |
| Képtelen képrablás                                   | Two If by Sea                                                            | Bill Bennett                     | Warner Bros.        |       |
| Kerge kacsák 3.                                      | D3: The Mighty Ducks                                                     | Robert Lieberman                 | Buena Vista         |       |
| Kinek a papné                                        | The Preacher's Wife                                                      | Penny Marshall                   | Buena Vista         |       |
| Kísért a múlt                                        | Ghosts of Mississippi                                                    | Rob Reiner                       | Sony / Columbia     |       |
| Kő kövön                                             | Bio-Dome                                                                 | Jason Bloom                      | Metro-Goldwyn-Mayer |       |
| Kölcsönkinyír visszajár                              | Big Bully                                                                | Steve Miner                      | Warner Bros.        |       |
| Közös többszörös                                     | Multiplicity                                                             | Harold Ramis                     | Sony / Columbia     |       |
| Lakat alatt                                          | House Arrest                                                             | Harry Winer                      | Metro-Goldwyn-Mayer |       |
| Láncreakció                                          | Chain Reaction                                                           | Andrew Davis                     | 20th Century Fox    |       |
| Larry Flynt, a provokátor                            | The People Vs. Larry Flynt                                               | Miloš Forman                     | Sony / Columbia     |       |
| Legbelső félelem                                     | Primal Fear                                                              | Gregory Hoblit                   | Paramount Pictures  |       |
| Lökött bagázs                                        | The Stupids                                                              | John Landis                      | New Line Cinema     |       |
| Madárfészek                                          | The Birdcage                                                             | Mike Nichols                     | Metro-Goldwyn-Mayer |       |
| Majomparádé                                          | Dunston Checks In                                                        | Ken Kwapis                       | 20th Century Fox    |       |
| Marvin szobája                                       | Marvin's Room                                                            | Jerry Zaks                       | Miramax Films       |       |
| Matilda, a kiskorú boszorkány                        | Matilda                                                                  | Danny DeVito                     | Sony / Columbia     |       |
| Menekülés Los Angelesből                             | Escape From L.A.                                                         | John Carpenter                   | Paramount Pictures  |       |
| Michael                                              | Michael                                                                  | Nora Ephron                      | New Line Cinema     |       |
| Michael Collins                                      | Michael Collins                                                          | Neil Jordan                      | Warner Bros.        |       |
| Minden gyanú felett                                  | City Hall                                                                | Harold Becker                    | Sony / Columbia     |       |
| Minden kutya a mennybe jut 2.                        | All Dogs Go to Heaven 2                                                  | Larry Leker és Paul Sabella      | Metro-Goldwyn-Mayer |       |
| Mindhalálig                                          | Maximum Risk                                                             | Ringo Lam                        | Sony / Columbia     |       |
| Mission: Impossible                                  | Mission: Impossible                                                      | Brian De Palma                   | Paramount Pictures  |       |
| Mulholland – Gyilkos negyed                          | Mulholland Falls                                                         | Lee Tamahori                     | Metro-Goldwyn-Mayer |       |
| Muppet kincses sziget                                | Muppet Treasure Island                                                   | Brian Henson                     | Buena Vista         |       |
| A nagy dobás                                         | Set It Off                                                               | F. Gary Gray                     | New Line Cinema     |       |
| Napszekerek                                          | Race the Sun                                                             | Charles T. Kanganis              | Sony / Columbia     |       |
| Ne légy barom! Miközben iszod a dzsúszod a gettóban… | Don't Be a Menace to South Central While Drinking Your Juice in the Hood | Paris Barclay                    | Miramax Films       |       |
| A Notre Dame-i toronyőr                              | The Hunchback of Notre Dame                                              | Gary Trousdale és Kirk Wise      | Buena Vista         |       |
| Nyomul a banda                                       | That Thing You Do!                                                       | Tom Hanks                        | 20th Century Fox    |       |
| Olivér és társai                                     | Oliver & Company                                                         | George Scribner                  | Buena Vista         |       |
| Osztály, vigyázz!                                    | High School High                                                         | Hart Bochner                     | Sony / Columbia     |       |
| Az ördög háromszöge                                  | Diabolique                                                               | Jeremiah S. Chechik              | Warner Bros.        |       |
| Pengeélen                                            | Sling Blade                                                              | Billy Bob Thornton               | Miramax Films       |       |
| A pillangó tánca                                     | Heaven's Prisoners                                                       | Phil Joanou                      | New Line Cinema     |       |
| Pinokkió                                             | The Adventures of Pinocchio                                              | Steve Barron                     | New Line Cinema     |       |
| Pofonláda                                            | The Great White Hype                                                     | Reginald Hudlin                  | 20th Century Fox    |       |
| Ragadozók                                            | The Ghost and the Darkness                                               | Stephen Hopkins                  | Paramount Pictures  |       |
| Ragyogj!                                             | Shine                                                                    | Scott Hicks                      | Fine Line           |       |
| A rajongó                                            | The Fan                                                                  | Tony Scott                       | Sony / Columbia     |       |
| Rendőrsztori 3.                                      | Ging chat goo si 3: Chiu kup ging chat                                   | Stanley Tong                     | Miramax Films       |       |
| Repülj velem!                                        | Fly Away Home                                                            | Carroll Ballard                  | Sony / Columbia     |       |
| Rés a pajzson                                        | Broken Arrow                                                             | John Woo                         | 20th Century Fox    |       |
| Rettegés                                             | Fear                                                                     | James Foley                      | Universal Pictures  |       |
| Rómeó + Júlia                                        | Romeo + Juliet                                                           | Baz Luhrmann                     | 20th Century Fox    |       |
| Rossz hold                                           | Bad Moon                                                                 | Eric Red                         | Warner Bros.        |       |
| Rózsaágy                                             | Bed of Roses                                                             | Michael Goldenberg               | New Line Cinema     |       |
| Sárkányszív                                          | Dragonheart                                                              | Rob Cohen                        | Universal Pictures  |       |
| Segíts, mumus!                                       | Bogus                                                                    | Norman Jewison                   | Warner Bros.        |       |
| Sikoly                                               | Scream                                                                   | Wes Craven                       | Dimension Films     |       |
| Siralomház                                           | The Chamber                                                              | James Foley                      | Universal Pictures  |       |
| Pokoli lecke                                         | Sleepers                                                                 | Barry Levinson                   | Warner Bros.        |       |
| Solo – A tökéletes fegyver                           | Solo                                                                     | Norberto Barba                   | Sony / Columbia     |       |
| Sorvadj el!                                          | Thinner                                                                  | Tom Holland                      | Paramount Pictures  |       |
| Space Jam – Zűr az űrben                             | Space Jam                                                                | Joe Pytka                        | Warner Bros.        |       |
| Star Trek: Kapcsolatfelvétel                         | Star Trek: First Contact                                                 | Jonathan Frakes                  | Paramount Pictures  |       |
| Sztriptíz                                            | Striptease                                                               | Andrew Bergman                   | Sony / Columbia     |       |
| Szemet szemért                                       | Eye for an Eye                                                           | John Schlesinger                 | Paramount Pictures  |       |
| Szép kis nap                                         | One Fine Day                                                             | Michael Hoffman                  | Warner Bros.        |       |
| Szép szőke herceg                                    | Mr. Wrong                                                                | Nick Castle                      | Buena Vista         |       |
| Szerelemben, háborúban…                              | In Love and War                                                          | Richard Attenborough             | New Line Cinema     |       |
| A Szikla                                             | The Rock                                                                 | Michael Bay                      | Buena Vista         |       |
| Támad a Mars!                                        | Mars Attacks!                                                            | Tim Burton                       | Warner Bros.        |       |
| Testvérek között                                     | A Family Thing                                                           | Richard Pearce                   | Metro-Goldwyn-Mayer |       |
| Tisztítótűz                                          | The Glimmer Man                                                          | John Gray                        | Warner Bros.        |       |
| Tomboló szél                                         | White Squall                                                             | Ridley Scott                     | Buena Vista         |       |
| Tökös tekés                                          | Kingpin                                                                  | Bobby Farrelly és Peter Farrelly | Metro-Goldwyn-Mayer |       |
| Törjön ki a frász!                                   | The Frighteners                                                          | Peter Jackson                    | Universal Pictures  |       |
| Tükröm, tükröm                                       | The Mirror Has Two Faces                                                 | Barbra Streisand                 | Sony / Columbia     |       |
| Tűz a víz alá!                                       | Down Periscope                                                           | David S. Ward                    | 20th Century Fox    |       |
| Tűzparancs                                           | Executive Decision                                                       | Stuart Baird                     | Warner Bros.        |       |
| Twister                                              | Twister                                                                  | Jan de Bont                      | Warner Bros.        |       |
| Ugrásra készen                                       | If Lucy Fell                                                             | Eric Schaeffer                   | Sony / Columbia     |       |
| Utánunk a tűzözön                                    | The Long Kiss Goodnight                                                  | Renny Harlin                     | New Line Cinema     |       |
| Az utolsó emberig                                    | Last Man Standing                                                        | Walter Hill                      | New Line Cinema     |       |
| Az utolsó tánc                                       | Last Dance                                                               | Bruce Beresford                  | Buena Vista         |       |
| Úton hazafelé 2.: Kaland San Franciscóban            | Homeward Bound II: Lost in San Francisco                                 | David R. Ellis                   | Buena Vista         |       |
| Váltságdíj                                           | Ransom                                                                   | Ron Howard                       | Buena Vista         |       |
| Végképp eltörölni                                    | Eraser                                                                   | Chuck Russell                    | Warner Bros.        |       |
| Vérbordély                                           | Bordello of Blood                                                        | Gilbert Adler                    | Universal Pictures  |       |
| Vonzások és állatságok                               | The Truth About Cats & Dogs                                              | Michael Lehmann                  | 20th Century Fox    |       |

### További bemutatók
| Magyar cím            | Eredeti cím         | Rendező          | [ 6 ] |
| --------------------- | ------------------- | ---------------- | ----- |
| Csodálatos dolog      | Beautiful Thing     | Hettie Macdonald |       |
| Ha eljön a szombat    | When Saturday Comes | Maria Giese      |       |
| Hajsza a Nap nyomában | The Sunchaser       | Michael Cimino   |       |
| Hamlet                | Hamlet              | Kenneth Branagh  |       |
| Karambol              | Crash               | David Cronenberg |       |
| Önpusztítók           | Bullet              | Julien Temple    |       |

## Díjak, fesztiválok
- 68. Oscar-gála (március 25.)
  - Film: A rettenthetetlen
  - Rendező: Mel Gibson – A rettenthetetlen
  - Férfi főszereplő: Nicolas Cage – Las Vegas, végállomás
  - Női főszereplő: Susan Sarandon – Ments meg, Uram!
  - Külföldi film: Antonia – Hollandia
- 21. César-gála (március 2.)
  - Film: A gyűlölet, rendezte Mathieu Kassovitz
  - Rendező: Claude Sautet, Nelly és Arnaud úr
  - Férfi főszereplő: Michel Serrault, Nelly és Arnaud úr
  - Női főszereplő: Isabelle Huppert, A ceremónia
  - Külföldi film: Haza és szabadság, rendezte Ken Loach
- 1996-os cannes-i filmfesztivál
- Velencei Nemzetközi Filmfesztivál (augusztus 28-szeptember 7)
  - Arany Oroszlán: Michael Collons – Neil Jordan
  - Férfi főszereplő: Liam Neeson – Michael Collins
  - Női főszereplő: Victoire Thivisol – Ponette
- Berlini Nemzetközi Filmfesztivál (február 15–26)
  - Arany Medve: Értelem és érzelem – Ang Lee
  - Ezüst Medve: Vágy és virágzás
  - Rendező: Yim Ho – Hallja a nap
  - Férfi főszereplő: Sean Penn – Ments meg, Uram!
  - Női főszereplő: Anouk Grinberg – Az én pasim
- 1996-os Magyar Filmszemle

## Halálozások
- január 19. – Don Simpson, amerikai producer, Jerry Bruckheimer üzlettársa
- január 20. – Ló Vaj, kínai színész
- február 2. – Gene Kelly, színész
- február 6. – Pataky Jenő, színész
- február 6. – Guy Madison, színész
- február 11. – Phil Regan, énekes, színész
- február 13. – Martin Balsam, színész
- február 15. – Tommy Rettig, színész
- február 17. – Evelyn Laye, színésznő
- február 20. – Szalkai Sándor, filmrendező
- február 25. – Haing S. Ngor, színész
- február 26. – Németh Marika, színésznő
- március 2. – Lyle Talbot, színész
- március 3. – Marguerite Duras, francia írónő, forgatókönyvíró, filmrendező
- március 13. – Krzysztof Kieślowski, lengyel filmrendező
- március 13. – Lucio Fulci, olasz filmrendező, forgatókönyvíró
- március 17. – René Clément, francia filmrendező
- április 4. – Perczel Zita, színésznő, filmszínésznő
- április 6. – Greer Garson, színésznő
- április 16. – Lucille Bremer, színésznő
- május 20. – Jon Pertwee, színész
- május 21. – Lash La Rue, cowboy színész
- május 27. – Simon Zsuzsa, színésznő, rendező
- június 4. – Ivánka Csaba, színész, rendező
- június 7. – Max Factor, sminkmester és a Max Factor Cosmetics alapítója
- június 10. – Jo Van Fleet, színésznő
- június 11. – Brigitte Helm, német színésznő
- július 1. – Margaux Hemingway, színésznő
- július 26. – Mentes József, színész
- július 30. – Claudette Colbert, színésznő
- szeptember 7. – Bibi Besch, színésznő
- szeptember 10. – Joanne Dru, színésznő
- szeptember 13. – Tupac Shakur, dalszövegíró, színész
- szeptember 14. – Juliet Prowse, táncos, színésznő
- szeptember 18. – Annabella, színésznő
- szeptember 22. – Dorothy Lamour, színésznő
- október 14. – Laura La Plante, színésznő
- október 24. – Patkós Irma, színésznő
- október 31. – Marcel Carné, francia filmrendező
- november 14. – Virginia Cherrill, színésznő
- november 19. – Véra Korène, orosz születésű francia színésznő
- december 8. – Howard E. Rollins Jr, színész
- december 19. – Marcello Mastroianni, színész
- december 30. – Lew Ayres, színész
- december 30. – Jack Nance, amerikai színész